# Nouvion-le-Comte

Nouvion-le-Comte este o comună în departamentul Aisne din nordul Franței. În 2005 avea o populație de 276 de locuitori.